# Mitología budista

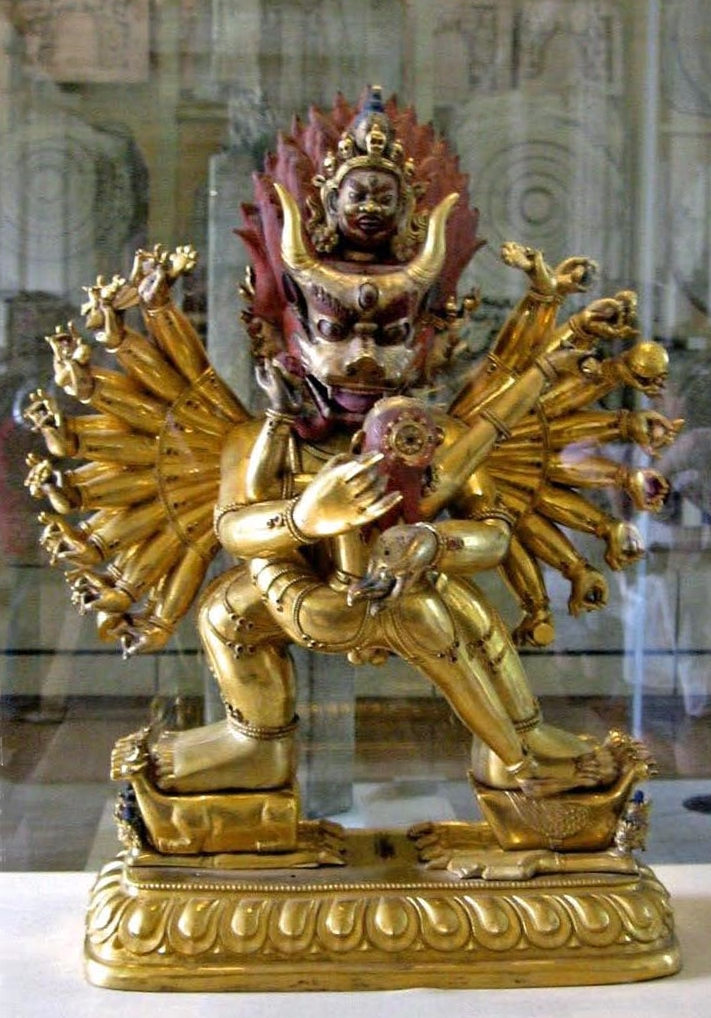
Yamantaka Vajrabhairava - Dharmapala y heruka (Museo británico)

El budismo cuenta con su propio sistema de creencias, que a pesar de ser considerada una  religión que "no profesa" el culto a deidades propiamente tal, si involucra una mitología relativamente extensa de seres, siendo algunos de ellos figuras veneradas dentro del budismo, e 
igualmente la existencia de una propia representación del cosmos a través de la cosmogonía budista presente en la filosofía del budismo; la cual se conformó finalmente como una mitología propia al haber sido adoptado y, por tanto, influido por numerosas culturas, comenzando por las de la antigua región de Gandhara, entre otras.
Más adelante en el tiempo, ha incorporado aspectos culturales de países como China y Japón por ejemplo, muchos budistas japoneses consideran a los kami japoneses como bodhisattvas locales.

## Personajes y conceptos mitológicos

### Deidades iracundas
Una característica notable del budismo tibetano y otras tradiciones Vajrayāna es el uso de deidades iracundas. Aunque las deidades tienen una apariencia repulsivas y feroces no son personificaciones del demonio o fuerzas demoníacas La feroz apariencia de estas deidades solían instilar miedo como malos espíritus que amenazaban el Dharma.
Las deidades iracundas se utilizan para su culto y devoción con la práctica datada desde el s. VIII, habiendo éstos sido instituidos por Padmasambhava. El origen de estas deidades proviene de la mitología hinduista y el Bön.

#### Vidyarāja o Myō-ō
Los Vidyarāja,  Myō-ō, o Reyes de la sabiduría, son deidades protectoras en el culto budista vajrayāna.

### Iaksa
Espíritus generalmente asociados a la naturaleza, por lo general benévolos, aunque igualmente pueden presentar una naturaleza maligna; considerados tutores de los tesoros naturales escondidos en la tierra y entre las raíces de los árboles.

### Yidam
En el budismo vajrayāna, un Yidam es un ser completamente iluminado utilizado como foco en una meditación personal, bien sea durante un retiro espiritual o de por vida.

### Naraka
Vocablo sánscrito correspondiente al inframundo, literalmente significa ‘humano’ o ‘del ser humano’ y es un sitio de tormento.

### Mãra
Mãra, es la entidad o estado mental que intentó evitar que el Buda Siddharta Gautama alcanzara la iluminación y saliera del Samsara.

### Otras criaturas mitológicas
- Devas ("dioses")
- Taras
- Tulpa
- Gohō dōji
- Bhuta (fantasmas)
- Pretas (fantasmas hambrientos)
- Girimekhala (elefante mitológico)
- Kumbhanda (grupo de espíritus enanos y deformes entre las deidades menores)
- Rakshasa del budismo
- Iaksa